# Памятник Роберту Кавендишу Спенсеру

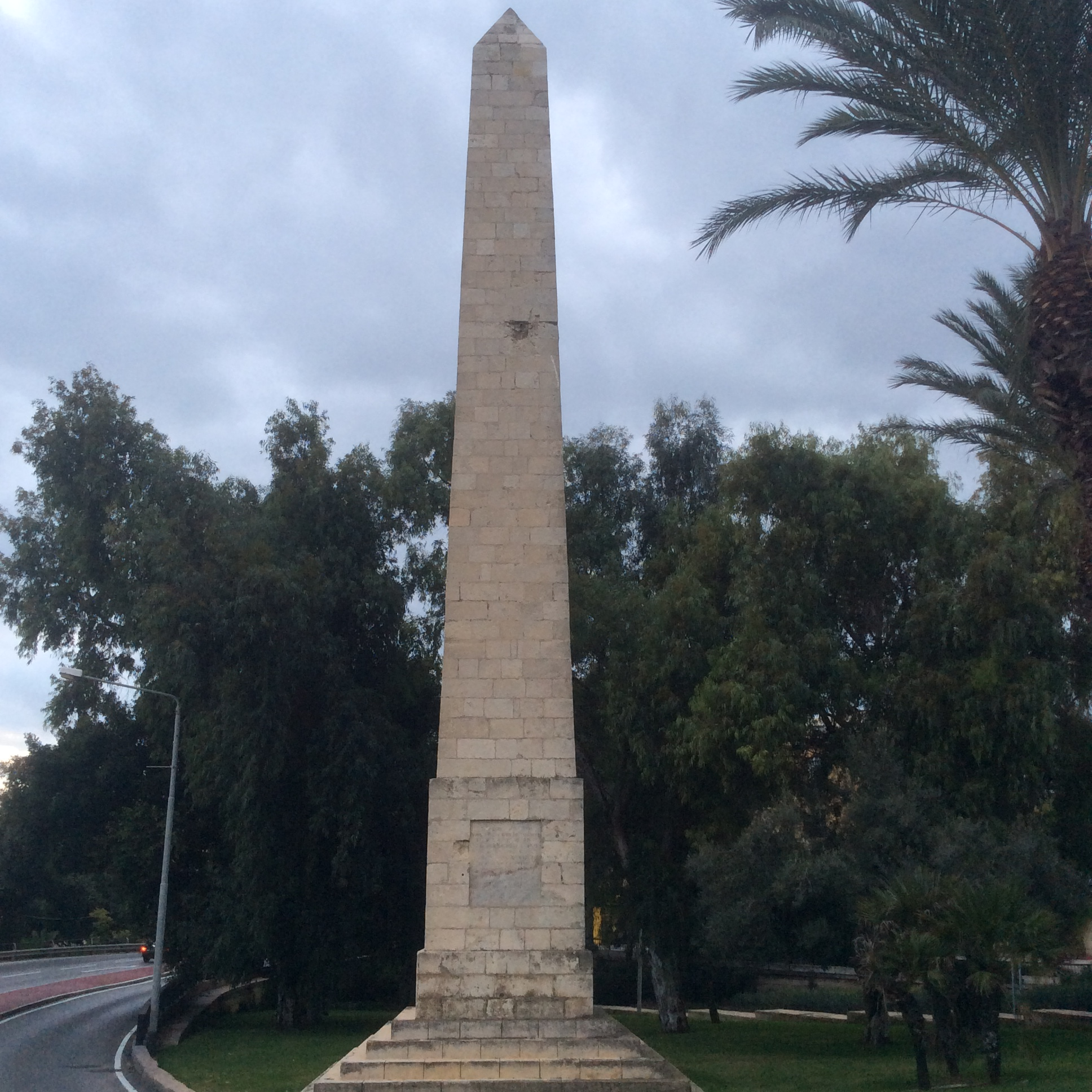
Памятник Спенсеру

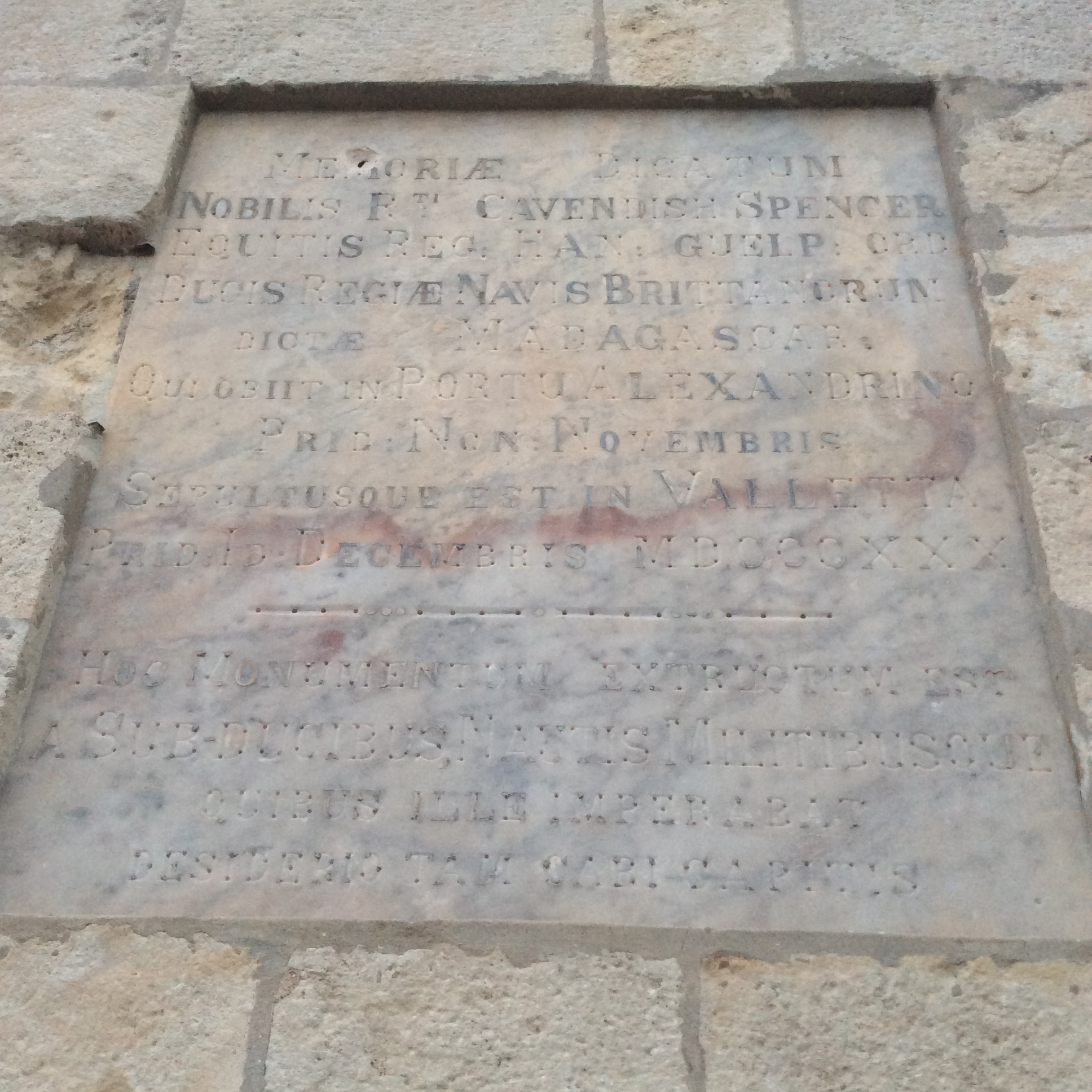
Надпись на памятнике

Памятник Спенсеру — восстановленный обелиск по дороге в Валлетту, Мальта, возведённый в память капитана сэрв Роберта Кавендиша Спенсера — двоюродного брата губернатора Мальты сэра Фредерика Кавендиша Понсонби (1783—1837).
Роберт Кавендиш Спенсер родился в семейном доме Спенсеров в Элторп (графство Нортгемптоншир), сын 2-го графа Спенсера и Лавинии, графини Спенсер. Он служил личным секретарём короля Вильгельма IV (когда Уильям был герцогом Кларенсом) с 1827 по 1828 год, и Спенсер был посвящён в рыцари за свои заслуги. Он сделал карьеру в Королевском военно-морском флоте; подчинённые отзывались о нём с теплотой. В молодости участвовал в битве за Новый Орлеан. Спенсер был капитаном корабля HMS Madagascar.
Спенсер умер 4 ноября 1830 года в возрасте 39 лет на борту своего корабля во время карантина на Мальте после возвращения из египетской Александрии. Его тело хранилось в карантине в лазарете в течение полных 40 дней, и его останки были погребены в Бастионе Св. Михаила в Валлетте 12 декабря 1830 года.
Эта часть бастиона позже была переименована в «Бастион Спенсера». Погребальную службу провёл преподобный Дэвид Мортон. На могиле Спенсера имеется надпись:

ЗДЕСЬ ЛЕЖИТ

ТЕЛО КАПИТАНА

ДОСТОПОЧТЕННОГО

СЭРА РОБЕРТА КАВЕНДИША СПЕНСЕРА

КОТОРЫЙ ПРОВЁЛ ЭТУ ЖИЗНЬ НА КОРАБЛЕ И КОМАНДОВАЛ

КОРАБЛЁМ ЕЁ ВЕЛИЧЕСТВА МАДАГАСКАР В АЛЕКСАНДРИИ

ДО 4 НОЯБРЯ 1830 ГОДА
Памятник Спенсеру был спроектирован мальтийским архитектором Джорджо Пулличино в 1831 году и первоначально располагался в Коррадино-Хилле. В 1893 году его перенесли на вершину Спенсер-Хилла, где он с тех пор и находится. В 1975 году в обелиск ударила молния и нанесла ему значительный урон, однако позже его восстановили.